# Lippay Lajos (jogász)
Lippay Lajos (Szeged, 1863. július 2. – Szeged, 1938. október 13.) jogi doktor, ügyvéd és városi alügyész.

## Életútja
Lippay Ferenc kézimunkás és Börcsök Veronika fia. A gimnáziumot szülővárosában, egyetemi tanulmányait Budapesten végezte; a prágai német egyetem előadásait félévig hallgatta. Jogi doktori, ügyvédi és államtudományi diplomát szerzett. 1890-től ügyvédi gyakorlatát Szeged város szolgálatában érvényesítette. 1891–től 1894-ig tanított Szegeden a női kereskedelmi tanfolyamban, 1894-től pedig az állami felső kereskedelmi iskolában jogi ismereteket oktatott. Halálát tüdőlob okozta. Felesége Fajka Izabella Márta volt.
Jogi értelmezéseket írt a szegedi Jogász Lapokba és cikket a Kereskedelmi Szakoktatásba.

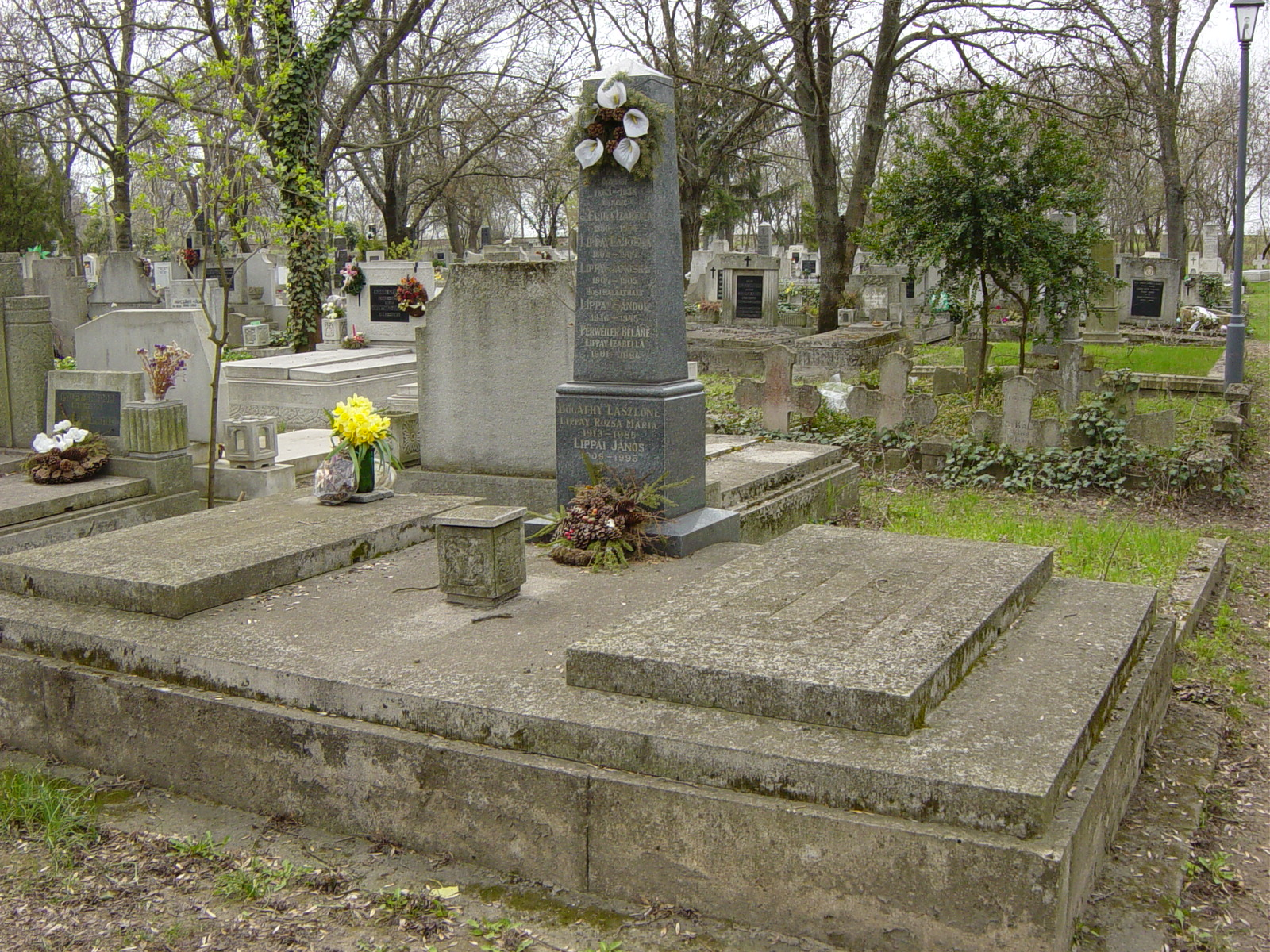
Dr. Lippay Lajos családi sírhelye Szeged Temető